# Recuperação de crédito
A recuperação de crédito é o processo que se inicia quando um devedor fica inadimplente, o que, por sua vez, acontece quando ele está há mais de 90 dias em atraso em obrigação de crédito ou quando a instituição financeira considera que ele dificilmente irá cumprir com o acordo entre eles sem que ela tenha que tomar uma postura ativa. Assim, é por meio da recuperação de crédito que se tentará reaver o valor de uma dívida que pode até estar perto de caducar.
Para isso, estabelece-se uma negociação entre a recuperadora e o devedor, que pode envolver descontos ou opções de parcelamento do valor, com o objetivo de quitar a dívida, permitindo com que o devedor e o banco se relacionem novamente, a partir de eventuais empréstimos futuros, e diminuindo a exposição de risco da empresa.

## Diferenças entre "recuperação" e "cobrança" de crédito
A cobrança, em linhas gerais, é a solicitação do pagamento da dívida contraída pelo consumidor, podendo requerer tanto o pagamento de dívidas negativadas quanto de dívidas não negativadas. O objetivo central da empresa é o adimplemento, sendo oferecidas algumas alternativas ao consumidor para que o débito seja liquidado; no entanto, não há uma flexibilidade tamanha na negociação da dívida como ocorre com a recuperação de crédito.
A recuperação de crédito diverge da operação de cobrança principalmente em relação ao fim: enquanto nesta o objetivo é liquidar a dívida, na recuperação o objetivo é fazer com que o inadimplente liquide da forma como puder suas dívidas. Na recuperação de crédito então a flexibilidade se torna mais possível, uma vez que o interesse central é receber o débito antes que a dívida atinja seu prazo de prescrição ou seja necessário iniciar um processo de execução junto ao Judiciário. Em outras palavras, em uma visão mais pragmática a instituição financeira deseja que o consumidor cumpra com a obrigação de pagamento antes que ela perca o seu direito de exigir a quitação da dívida (fim da vigência do prazo prescritivo).
Diferentemente da operação de cobrança, essas dívidas, geralmente, já possuem um extenso atraso e baixas perspectivas de pagamento, sendo voltadas a consumidores endividados e cujos nomes foram inseridos em cadastros de órgãos de proteção ao crédito (e.g. Serviço de Proteção ao Crédito). O desejo é reinserir o consumidor no mercado de crédito por meio de ofertas de pagamento e parcelamento da dívida que sejam viáveis ao inadimplente. Dessa forma a recuperação de crédito pode ser instrumento para reter clientes com dificuldades momentâneas mas que podem se relacionar com a empresa novamente.

## Como operam as recuperadoras de crédito
O processo de recuperação de crédito é realizado por empresas especializadas na área. Elas atuam comprando as dívidas de instituições financeiras ou, até mesmo, sendo contratadas por essas instituições para fazer a recuperação de dívidas que já possuem um extenso atraso e baixas perspectivas de pagamento.
Para alcançar, então, a recuperação financeira, diminuindo os custos no processo de cobrança e aumentando a eficácia de sua atividade, as recuperadoras utilizam diversos modelos estatísticos que levam em conta o tempo de atraso e o perfil do cliente e visam tanto classificar os clientes entre aqueles com maior ou menor chance de pagar as dívidas, quanto analisar qual a melhor estratégia de abordagem para com cada um deles.
Nessa abordagem, valem-se de técnicas que variam desde a economia comportamental, até aquelas de aprendizado de máquina ("machine learning"). Com isso, a partir de propostas específicas e táticas de persuasão conscientemente determinadas para cada indivíduo, essas empresas buscam otimizar as chances de obter sucesso em uma negociação com o cliente e, consequentemente, de alcançar o pagamento das dívidas.

## Ferramentas online de recuperação de crédito
A modalidade de resolução de conflitos online, além de representar um método de autocomposição das partes, é um espaço de renegociação de débitos útil aos departamentos de cobrança. Além de evitar o aumento de litigância pelo não ajuizamento de novas demandas, o método online pode realizar discagem automática, localização de clientes e eficiência na gestão da recuperação de crédito.